# 馬里昂縣 (阿拉巴馬州)
馬里昂縣（英語：Marion County）是位於美国亚拉巴马州西北部的一個縣，西鄰密西西比州。面積1,926平方公里。根據2020年美國人口普查，共有人口29,341人。縣治漢彌爾頓（Hamilton）。該縣成立於1818年2月13日，縣名紀念美國獨立戰爭時期的將領法蘭西斯·馬里昂。本縣是一個禁酒的縣。